# Colette Marchand
Colette Marchand (Parigi, 29 aprile 1925 – Fontainebleau, 5 giugno 2015) è stata un'attrice, ballerina e coreografa francese, ritiratasi dalle scene cinematografiche dopo appena quattro anni dal suo debutto.

## Biografia
Danzatrice di successo in patria, per accrescere la propria fama Colette Marchand si trasferì in America e cominciò a lavorare a Broadway, dove divenne la prima ballerina per diversi anni. Di lei si ricordano i balletti in Les Ballets de Paris (1949 e 1950) di Roland Petit e in Two on the Aisle (1951).
Nel 1952 fu scelta per interpretare Marie Charlet nel film Moulin Rouge, che le diede fama in tutta l'America e non solo, oltre a farle ottenere una candidatura al suo debutto a un Oscar come miglior attrice non protagonista. In quel periodo fu inoltre soggetto di alcuni servizi fotografici, prevalentemente riguardanti la danza.
Tuttavia la sua carriera cinematografica non prese mai quota, infatti recitò in soli altri due film, questa volta musicali, entrambi nel 1954, Cavalcata romantica e Par ordre du tsar. Nello stesso anno partecipò al cortometraggio Romantic Youth, anch'esso musicale, del quale fu anche la coreografa.

## Filmografia parziale
- Moulin Rouge, regia di John Huston (1952)
- Cavalcata romantica (Ungarische Rhapsody), regia di Peter Berneis, André Haguet (1954)
- Par ordre du tsar, regia di André Haguet (1954)

## Doppiatrici italiane
- Rina Morelli in Moulin Rouge

## Riconoscimenti
Premi Oscar 1953 - Candidatura all'Oscar alla miglior attrice non protagonista per Moulin Rouge